# جون جاي شي جونيور
جون جاي شي جونيور (بالإنجليزية: John J. Shea, Jr.) هو طبيب أمريكي، ولد في 4 سبتمبر 1924 في ممفيس في الولايات المتحدة، وتوفي في 8 فبراير 2015.